# Eumichtis copahuensis
Eumichtis copahuensis är en fjärilsart som beskrevs av Köhler 1979. Eumichtis copahuensis ingår i släktet Eumichtis och familjen nattflyn. Inga underarter finns listade i Catalogue of Life.